# たまたま 〜となりの彼女は声優のたまご。たまたま生まれた恋のたまごが…
『たまたま 〜となりの彼女は声優のたまご。たまたま生まれた恋のたまごが…』（たまたま となりのかのじょはせいゆうのたまご たまたまうまれたこいのたまごが）は、2006年8月25日にBANANA shu-shuより発売された18歳未満購入禁止のパソコンゲーム（アダルトゲーム）ソフト。

## 概要
声優を目指す少女をヒロインとした恋愛アドベンチャーゲームで、BANANA shu-shuブランドの第1作となる作品であると同時に、声優・湧井咲のデビュー作でもあり、作中ヒロインにも同じ「湧井咲」という名が付けられている。
本作では主人公・悠の視点によるシーンの他に、ヒロイン・咲の視点によるシーンもある程度設けられているが、あくまで恋愛アドベンチャーゲームであるため、咲の声優としての活動の場面はあまり登場しない。また、一般的に恋愛アドベンチャーゲームでは攻略可能なヒロインが少なくとも3人以上いることが多いが、本作では「湧井咲」と「初芝莉子」の2人のみである。
2006年12月22日には、ファンディスク『たまたま クリスマスBOX』も発売（定価5800円）。
BANANA shu-shuは活動休止が決定しており、2007年2月14日以降更新されていなかった公式ウェブサイトも2008年1月31日をもって閉鎖される予定であったが、実際に閉鎖されたのは同年5月中旬である。

## あらすじ
声優になることを夢見て実家のある北海道から単身上京してきた少女・咲はアパートへの引越しの日、町で子供と衝突してしまう。その子供の持っていた風船が木に引っかかり、困っているところを一人の青年に助けられる。その青年に一目惚れをしてしまった咲は、いつかまたどこかで出会えないかと願い始めた。だが、その青年は偶然にも咲の引越し先であるアパートで隣に住んでいたのだった。

## 登場人物
- 今江 悠（いまえ ゆう）※姓名共に変更可能

本編の主人公。やりたいことが見つからず、通っていた大学を休学し、週3回のアルバイトをしながら生きがいを探している。考古学の教授である両親は南米に移住している。
- 湧井 咲（わくい さき）

声 ：湧井咲
声優になることを目指して北海道から上京してきた20歳の少女。体が小さく、よく中高生と間違えられる。犬やぬいぐるみなど可愛い物が好き。悠の暮らすアパートの隣の202号室に引っ越してきた。何事にも健気で一生懸命な努力家だが、少しドジでそそっかしく、恋愛には奥手で尻込みしてしまうことが多い。血液型はB型。
- 初芝 莉子（はつしば りこ）

声：本山美奈
悠の従妹。悠のことを「にいさま」と呼ぶ。才色兼備でとても礼儀正しく、地元の名門女子学園に通い、コーラス部の部長も任されている。悠の部屋によく料理を作りに来てくれる。「バン」という名の犬を飼う。
- 小坂 由貴（こさか ゆき）

声：青山ゆかり
咲の親友で同じ声優事務所に所属する。明るく積極的な性格で咲と悠の仲を応援している。自分のことを「僕」と呼ぶ。
- 湧井 南（わくい みなみ）

声：風華
咲の3歳年上の姉。一見すると優しそうであるが、やや強引な性格の持ち主。咲とはかなり仲が良い。咲の隣人である悠の人柄を見る為、北海道からやってくる。
- 初芝 亮二（はつしば りょうじ）

悠の叔父（母親の弟）で莉子の父親。悠のバイト先である喫茶店のマスターであり、アパートの大家でもある。大柄な体格で人使いが荒いが、気さくな性格。料理の腕はよく、レパートリーも豊富。

## 制作スタッフ
- キャラクターデザイン・原画：門井亜矢
- シナリオ：井荻暦
- 主題歌：『夢で会えたら』（歌：湧井咲）

## 備考
- DVD-ROM内のデータファイルには本編未使用のセックスシーン音声が多数存在する。なお、未使用になった理由は不明。
- ちなみに名前の由来は、全員プロ野球選手であり、何故か特定の球団の選手ばかり。ヒロインとその姉だけが違う球団であるが、後年になって特定の球団へ移籍している。